# Mamoa d'Alto do Cotorino
La Mamoa d'Alto do Cotorino est un dolmen situé dans la freguesia de Alvão (pt), sur le territoire de la municipalité de Vila Pouca de Aguiar (district de Vila Real, Portugal),. 
Le mot anta est l'équivalent portugais d'« ante » (pilier terminal d'un temple grec ou romain), mais il est aussi employé pour désigner les pierres d'un dolmen ou le dolmen lui-même. Environ 5 000 structures mégalithiques de ce type ont été construites au Néolithique dans l'ouest de la péninsule Ibérique par les successeurs de la culture de la céramique cardiale ou Cardial.
Le mot mamoa (pt) est utilisé dans le nord-ouest de la péninsule Ibérique pour désigner les tumulus funéraires caractéristiques du Néolithique.
Il est classé Bien d'intérêt public (Catégorie IIP) depuis 1990.

## Description
C'est l'un des plus grands monuments mégalithiques de la municipalité et peut-être celui qui est dans le meilleur état de conservation.
Malgré plusieurs violations, le tumulus présente une structure en pierre presque intacte. Il se compose d'une chambre polygonale (anta en portugais), où sept des huit orthostates sont encore en place, et d'une dalle plus grande qui semble isoler l'espace funéraire. Il ne reste aucune trace de couloir d'accès. Le tumulus mesure 2 m de haut et plus de 20 m de diamètre.

## Galerie

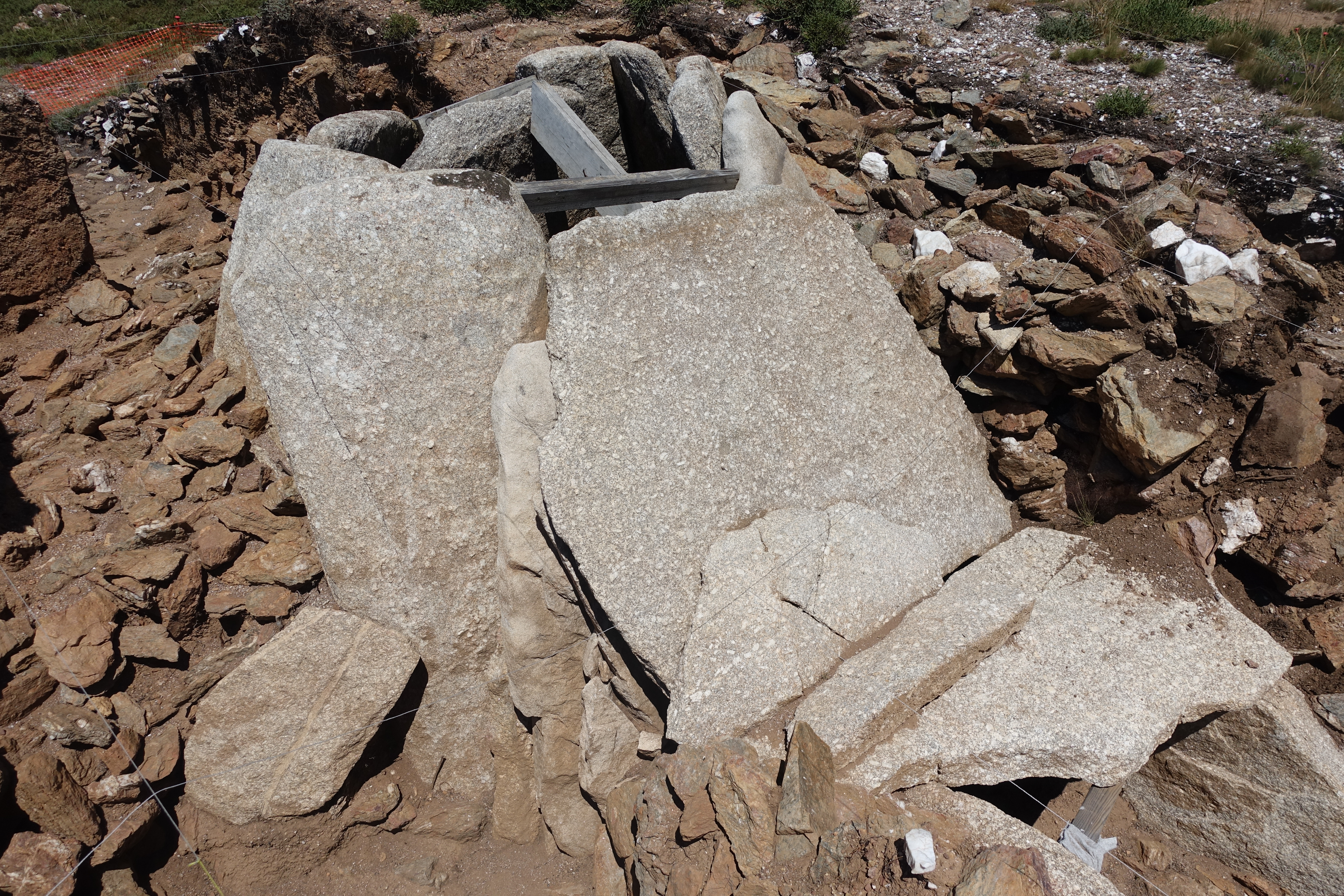
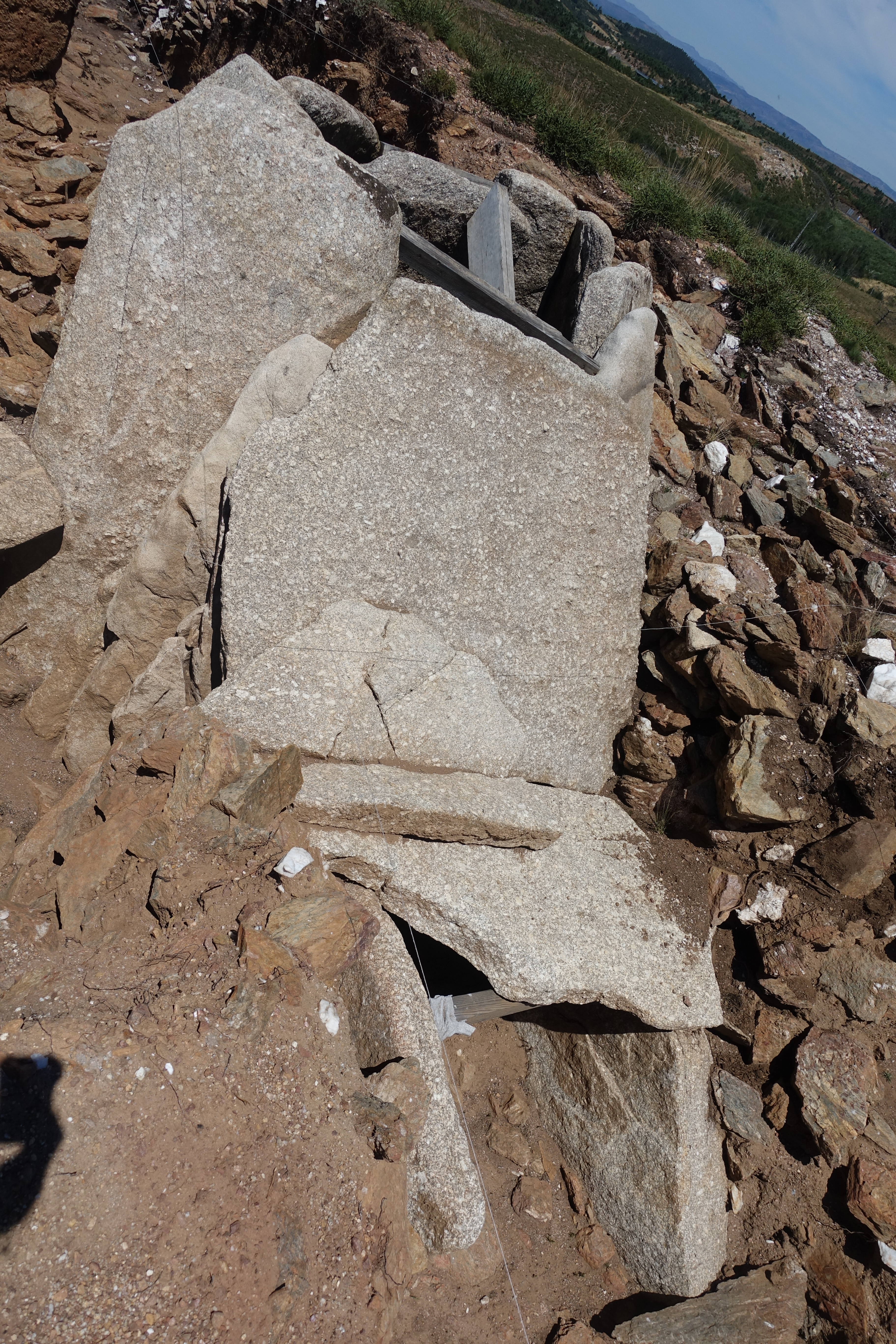